# Avognan Nogboum
Avognan Nogboum, né en 1954, est un athlète sprinter ivoirien.

## Biographie

### Origine
Avognan Nogboum est né en 1954 en Côte d'Ivoire.

### Carrière sportive
Avognan Nogboum participe pour la première fois aux Jeux olympiques en 1976 lors des Jeux olympiques d'été de 1976 à Montréal. Il est éliminé dès l'épreuve de qualification du 400 mètres.
Lors des Universiade, il établit un record personnel au 400 mètres avec un temps de 46,25 s pendant le tour de qualification. Il participe à la troisième étape du relais 4 × 100 mètres par équipe. L'équipe ivoirienne, remporte la médaille d'argent et établit un record d'Afrique en finale avec un temps de 38,73 s,.
Lors des championnats du monde d'Helsinki en 1983, Noboun a couru dans les équipes ivoiriennes de relais 4 × 100 et 4 × 400 mètres, éliminées lors des tours de qualification.
En 1984 aux Jeux Olympiques de Los Angeles, il court le relais 4 × 400 mètres par équipe de relais avec Kablan Degnan, Avognan Nogboun, René Djédjémel Mélédjé et Gabriel Tiacoh. Lors des tours de qualification, l'équipe ivoirienne obtient la 3e place avec un résultat de 3:03.50, établissant le record national dans cette compétition. En demi-finale, ils réalisent un temps qui leur vaut la 6e place. Ils sont ainsi éliminés et ne remportent aucune médaille. Lors des jeux de Los Angeles, Nogboun était le porte-drapeau de l'équipe de Côte d'Ivoire,.
Il est médaillé d'or dans le championnat national en Côte d'Ivoire.